# Мелодія Гуннара
Мелодія Гуннара (Gunnarslagr) — псевдоеддичний літературний твір, написаний ісландським вченим, поетом та священнослужителем Гуннаром Пальссоном (приб. 1712/1714-1793).

## Історія

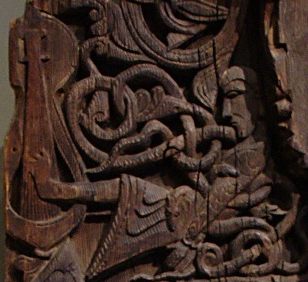
гуннар грає на арфі в ямі зі зміями

У легендарній сазі XIV століття «Оповідь про Норна-Геста» оповідається історія героя Норна-Гест (або просто Гест). Серед іншого зазначається, що в один з вечорів він заграв «Мелодію Гуннара»:
«Гест взяв свою арфу й заграв різних пісень. Він грав так до самого вечора, а всі зачудовано слухали. Грав він пісню „Гуннарсслаг“, а наприкінці заграв давню пісню „Подорож Гудрун“…»
Але серед віднайдених пісень «Старшої Едди» таких творів знайдено не було і вона тривалий час вважалася втраченою. 1780 року під час своєї подорожі до Ісландії Гудмундур Магнуссон знайшов серед інших еддичних рукописів й текст під назвою «Мелодія Гуннара». Одразу було вирішено, що це і є та сама втрачена еддична пісня. В першому ж виданні «Старшої Едди» (1787–1828 роки, Кьобенгавн) цю пісню було видрукувано як одну зі складових цього манускрипту (щоправда, із позначкою, що ймовірним її автором може бути ісландський священник Гуннар Пальссон). Також її було видано 1818 року у шведському перекладі «Старшої Едди». Поза такою широкою увагою та повагою до пісні, знайшлися й такі дослідники, які не вважали її автентичною З такою точкою зору в різні роки виступили Петер Ерасмус Мюллер (1818 року), Фіннур Магнуссон (1822 року), П. А. Мунк (1847 року) та Ніельс Маттіас Петерсен (1865 року). А англомовний перекладач «Старшої Едди» Бенджамін Торп включив цю пісню до свого видання із зауваженням, що пісня безсумнівно є пізнішим доповненням, але все одно заслуговує на своє місце серед давніх еддичних пісень.

## Позиція автора
Гуннар Пальссон ніколи не коментував публічно походження пісні. Він ані заявляв про власні авторські права на неї, ані стверджував про її автентичність. 2008 року дослідником Гаукуром Торгейрссоном було віднайдено лист священник та літописця Еййольфа Йонссона до Гуннара Пальссона, в якому автор листа вітає Пальссона з чудовою роботою над «Мелодією Гуннара». Також дослідники віднайшли один з записів Гуннара Пальссона, в якому він де-факто визнає власне авторство над піснею:
«Я надіслав цей новостворений твір преподобному Еййольфові до Вьоллума (його зроблено доволі непогано) і написав таке пояснення: Прошу вас переконатися в тому, як відбувається наш прогрес; і видається мені, що то були 1745-46 роки. Тоді надіслав я ще один примірник адвокатові…, це моя маленька пробна робота, що вийшла непогано. Пам'ятаю, як раніше, не до слова сказано, я подавав це як втрачений твір…»

## Сюжет
Щодо самої пісні можна висловитись, що написано її доволі мистецько й у дусі інших еддичних пісень. Мова є доволі подібною до мови «Старшої Едди», але навіть неозброєним оком помітна певна «осучаснена» видозміна окремих мовленнєвих зворотів та вкраплення нових слів. За сюжетом пісні оповідаються останні слова Гуннара, промовлені ним перед смертю. Як відомо з інших пісень «Старшої Едди», Гуннара Гьюкунга було страчено в ямі зі зміями. Він був зв'язаний в руках і співав, граючи вільними ногами на арфі, намагаючись таким чином приспати змій. У пісні називаються всі імена тих змій, що повзають навколо нього й повідомляється, що єдиної змії йому не вдалося приспати — вона вкусила його і він помер від її отрути.